# 辻本玲
辻本 玲（つじもと れい、1982年〈昭和57年〉- ）は、日本のチェリスト。

## 概要
愛知県岡崎市生まれ。父の仕事の都合で生後4か月から11歳までアメリカ合衆国のペンシルヴェニア州フィラデルフィアで育つ。7歳の時チェロを始める。帰国後、大阪府立豊中高等学校卒業。2006年東京芸術大学音楽学部器楽科弦楽器専攻を首席で卒業。2005年（平成17年）5月22日、神戸ワールド記念ホールで開催された、1000人のチェロ・コンサートに参加。2008年（平成20年）1月よりロームミュージックファンデーションより奨学金を得て、フィンランドのシベリウス音楽院に留学。2010年（平成22年）1月よりスイスのベルン芸術大学（ドイツ語: Hochschule der Künste Bern）に留学。
2013年（平成25年）、チェロアンサンブル、クァルテット・エクスプローチェのメンバーとしての活動を開始。2015年（平成27年）6月1日より日本フィルハーモニー交響楽団のソロ・チェロ奏者に就任し2019年（令和元年）12月に退任。2015年（平成27年）7月にはロシアの国立交響楽団であるロシア国立シンフォニー・カペラとの共演を果たす。2020年（令和2年）1月1日より契約団員でNHK交響楽団の首席チェロ奏者として在籍。
2020年（令和2年）、チェロ奏者の中恵菜と結婚。（現在は離婚）
使用楽器は、NPO法人イエロー・エンジェルより1730年製作のアントニオ・ストラディヴァリウスを貸与されている。

## コンクール・受賞歴
- 2003年（平成15年）、第72回・日本音楽コンクール 第2位、聴衆賞
- 2007年（平成19年）度、第17回・青山音楽賞 新人賞受賞[3]
- 2009年（平成21年）、第2回・ガスパール・カサド国際チェロコンクール第3位入賞、併せて日本人作品最優秀演奏賞受賞
- 第8回・札幌ジュニアチェロコンクール優秀賞
- 第9回・日本クラシック音楽コンクール第3位
- 第5回・ビバホールチェロコンクール特別賞
- 第14回・摂津音楽祭大阪21世紀協会賞
- 2013年（平成25年）度、第12回・齋藤秀雄メモリアル基金賞[4]
- 2015年（平成27年）度、第25回・青山音楽賞 青山賞[3]

## 師事歴
- オーランド・コール（英語版）
- 上村昇
- 山崎伸子
- アルト・ノラス
- アントニオ・メネセス

など

## 共演
芸大フィルハーモニア、仙台フィルハーモニー管弦楽団、群馬交響楽団、関西フィルハーモニー管弦楽団、新日本フィルハーモニー交響楽団、東京交響楽団、ロシア国立交響楽団等と共演。2006（平成18年）と2007年（平成19年）、五嶋みどりが主催する「Community Engagement Program」に参加し、世界各地で共演。